# Clarence G. Badger
Pour les articles homonymes, voir Badger.
Clarence G. Badger est un réalisateur, scénariste, acteur et producteur américain, né le 9 juin 1880 à San Francisco (Californie), mort le 17 juin 1964 à Sydney (Australie).

## Biographie
Clarence Badger naît à San Francisco en 1880, fait ses études à Boston (Massachusetts). Il commence à travailler comme journaliste pour des journaux de la côte ouest, puis comme scénariste d'abord freelance, pour les productions Lubin, Universal, Keystone. Il devient ensuite réalisateur pour Keystone en 1915, puis pour Sennett-Paramount.

## Filmographie

### Comme réalisateur
- 1915 : The Great Vacuum Robbery (it)
- 1916 : The Nick of Time Baby (en)
- 1916 : Ambroise millionnaire (A Modern Enoch Arden ) (réalisé avec Charles Avery)
- 1916 : Gypsy Joe (it)
- 1916 : A Family Affair
- 1916 : His Wild Oats
- 1916 : A Social Cub (en)
- 1916 : The Danger Girl
- 1916 : Haystacks and Steeples (en)
- 1917 : Teddy at the Throttle
- 1917 : Dangers of a Bride (en)
- 1917 : The Sultan's Wife
- 1917 : La Noce à Boursouflé (en) (The Pullman Bride)
- 1918 : The Floor Below
- 1918 : The Venus Model
- 1918 : Friend Husband (it)
- 1918 : The Kingdom of Youth (en)
- 1918 : A Perfect Lady
- 1919 : Day Dreams (en)
- 1919 : Sis Hopkins
- 1919 : Daughter of Mine
- 1919 : Leave It to Susan (en)
- 1919 : Un soir d'orage (Through the Wrong Door)
- 1919 : Strictly Confidential
- 1919 : Almost a Husband
- 1919 : Jubilo (en)
- 1920 : Water, Water Everywhere (en)
- 1920 : The Strange Boarder (en)
- 1920 : Les Protégés de Jim (Jes' Call Me Jim)
- 1920 : Le Fantôme de Lord Barington (The Man Who Lost Himself)
- 1920 : Cupidon Cow-boy (Cupid the Cowpuncher)
- 1920 : Honest Hutch (en)
- 1920 : Guile of Women (en)
- 1921 : Boys Will Be Boys (en)
- 1921 : Un héros malgré lui (An Unwilling Hero)
- 1921 : À la manière de Roméo (Doubling for Romeo)
- 1921 : A Poor Relation (en)
- 1922 : Don't Get Personal (en)
- 1922 : The Dangerous Little Demon
- 1922 : The Ropin' Fool
- 1922 : Le Bac tragique (Quincy Adams Sawyer)
- 1922 : Fruits of Faith
- 1923 : Your Friend and Mine (en)
- 1923 : Red Lights
- 1923 : Potash et Perlmutter (Potash and Perlmutter)
- 1924 : Painted People (en)
- 1924 : Le Fatal Mirage (The Shooting of Dan McGrew)
- 1924 : One Night in Rome
- 1925 : New Lives for Old
- 1925 : Domination (Eve's Secret)
- 1925 : Le Mystérieux Raymond (Paths to Paradise)
- 1925 : L'Or rouge (The Golden Princess)
- 1926 : Raymond s'en va-t-en guerre (Hands Up!)
- 1926 : Miss Brewster's Millions
- 1926 : The Rainmaker
- 1926 : Petite Championne (The Campus Flirt)
- 1927 : Le Coup de foudre (It)
- 1927 : A Kiss in a Taxi (en)
- 1927 : Señorita
- 1927 : Volonté (Man Power)
- 1927 : L'École des sirènes (Swim Girl, Swim)
- 1927 : Monsieur... Mademoiselle (She's a Sheik)
- 1928 : La Belle aux cheveux roux (Red Hair)
- 1928 : The Fifty-Fifty Girl
- 1928 : Hot News
- 1928 : L'amour joue et gagne (Three Weekends)
- 1929 : Le Mirage de Paris (Paris)
- 1930 : No, No, Nanette
- 1930 : Murder Will Out (en)
- 1930 : Sweethearts and Wives (en)
- 1930 : The Bad Man
- 1931 : Le Masque d'Hollywood (Woman Hunter)
- 1931 : The Hot Heiress (en)
- 1931 : Woman Hungry
- 1931 : Party Husband (en)
- 1933 : When Strangers Marry (en)
- 1936 : Rangle River (en)
- 1941 : That Certain Something (en)

### Comme scénariste
- 1915 : Trickery
- 1915 : Dizzy Heights and Daring Hearts
- 1917 : Done in Oil
- 1918 : His Hidden Purpose
- 1923 : Man Alone
- 1941 : That Certain Something (en)

### Comme acteur
- 1942 : Mon amie Sally (My Gal Sal) de Irving Cummings : Quartette member
- 1945 : L'Oncle Harry (The Strange Affair of Uncle Harry) de Robert Siodmak : Quartette (voix)
- 1947 : L'Extravagante Miss Pilgrim (The Shocking Miss Pilgrim), de George Seaton : Herbert Jothan (voix)

### Comme producteur
- 1927 : Le Coup de foudre (It)
- 1928 : La Belle aux cheveux roux (Red hair)
- 1936 : Rangle River (en)